# Gimnazjum artystyczne w Gyeonggi
Gimnazjum artystyczne w Gyeonggi (Hangul: 경기예술고등학교), znana również pod skrótem Gyeonggi Yego (Hangul: 경기예고) to publiczne liceum w Bucheon w Korei Południowej. Jest to jedyna szkoła średnia finansowana ze środków publicznych wśród liceów artystycznych zlokalizowana w Gyeonggi-do i posiada internat mogący pomieścić ponad 200 osób.

## W telewizji
W 2015 roku południowokoreański reality show Welcome Back to School wyemitował kilka odcinków nakręconych w Gimnazjum artystycznym w Gyeonggi. W odcinkach występują gwiazdy, takie jak Lee Tae-min z Shinee i Seulgi z Red Velvet. Jeden z członków obsady, Jo Young-nam, przekazał 5 milionów wonów koreańskich na utworzenie funduszu stypendialnego dla studentów.

## Absolwenci
- Kim Seol-hyun
- Lee Soo-kyung